# Las Tinajas, Peribán
Las Tinajas är en ort i Mexiko.   Den ligger i kommunen Peribán och delstaten Michoacán de Ocampo, i den södra delen av landet, 300 km väster om huvudstaden Mexico City. Las Tinajas ligger 1 613 meter över havet och antalet invånare är 116.
Terrängen runt Las Tinajas är lite bergig. Runt Las Tinajas är det ganska tätbefolkat, med 54 invånare per kvadratkilometer. Närmaste större samhälle är Peribán de Ramos, 2,7 km öster om Las Tinajas. I omgivningarna runt Las Tinajas växer i huvudsak blandskog.